# Кнайсль, Карин
Ка́рин Кнайсль (нем. Karin Kneissl; род. 18 января 1965, Вена) — австрийский государственный деятель, дипломат, журналист и политик. Член совета директоров — независимый директор ПАО «Роснефть» (2021—2022). Министр иностранных дел Австрии (2017—2019).

## Биография
Родилась в Вене, но часть своего детства провела в Аммане (Иордания), где её отец являлся личным пилотом короля Хусейна, а мать работала стюардессой. В молодости была вовлечена в деятельность Amnesty International, поддерживала правозащитные и экологические организации. В Венском университете изучала право и ближневосточные языки, продолжила образование в Еврейском университете в Иерусалиме и в Иорданском университете (в 1991—1992 годах училась в Национальной школе администрации во Франции), защитила докторскую диссертацию на тему о соотношении международного права и концепции границ на Ближнем Востоке. В 1989—1999 годах работала в Министерстве иностранных дел Австрии под началом министра от Австрийской народной партии Алоиза Мока, затем стала журналистом и исследователем, экспертом в проблемах Ближнего Востока, проявляя критическое отношение и к сионизму, и к политическому исламу. Также выступала против ЕС и приёма мигрантов. Между 2005 и 2010 годами была беспартийным депутатом местного совета, избранной по списку Австрийской народной партии.

### В должности министра иностранных дел
Оставаясь официально беспартийной, 18 декабря 2017 года заняла кресло министра иностранных дел Австрии в правительстве Себастьяна Курца по квоте Австрийской партии свободы.
9 ноября 2018 года в Австрии по обвинению в шпионаже в пользу России был арестован отставной полковник Вооружённых сил, вследствие чего Кнайсль отменила намеченный на декабрь визит в Россию. В телефонном разговоре с министром иностранных дел Лавровым она выразила надежду, что сложившаяся ситуация не повлияет на двусторонние отношения.
3 июня 2019 года после отставки Себастьяна Курца приступило к исполнению своих полномочий правительство Бригитте Бирляйн, в котором Кнайсль не получила никакого назначения.

### После ухода из политики
26 февраля 2021 года выдвинута в совет директоров «Роснефти» в качестве независимого участника. Соответствующее распоряжение правительства РФ от 26 февраля 2021 года было опубликовано 3 марта 2021 года на официальном портале правовой информации. Кроме неё независимыми директорами выдвинуты бывший федеральный канцлер Германии Герхард Шрёдер, исполнительный директор компании Nord Stream 2 AG Маттиас Варниг и председатель правления Marcuard Holding Ханс-Йорг Рудлофф (Hans-Jörg Rudloff). В списке кандидатов в качестве представителей РФ числятся действующие члены совета директоров «Роснефти» вице-премьер РФ Александр Новак, помощник президента РФ Максим Орешкин и глава «Роснефти» Игорь Сечин.
9 марта 2021 года совет директоров компании утвердил Кнайсль в качестве кандидата.
23 мая 2022 года на фоне российского вторжения на Украину и после попадания корпорации в санкционные списки Евросоюза, подала заявление о выходе из совета директоров «Роснефти», с 20 мая отказавшись продлить полномочия в нём на второй срок. В июле сообщила об отъезде из страны «из-за угрозы расправы».
5 июля 2022 года американская газета The Washington Post опубликовала статью об аресте в Австрии высокопоставленного офицера спецслужб Эгисто Отта (Egisto Ott), обвинённого в шпионаже в пользу России. По сведениям газеты, в период нахождения Кнайсль на посту министра иностранных дел Отт планировал реорганизацию внешней разведки и передачу её в структуру Министерства иностранных дел, но никаких документов, доказывающих её причастность к этим планам, не обнаружено. Сама Кнайсль сообщила журналистам через текстовые сообщения WhatsApp, что не даёт интервью, и что она эмигрировала из Австрии, поскольку получала угрозы убийства. С 2022 года проживала в Ливане.
С октября 2022 года — колумнист российской газеты «Ведомости», указывающей своего автора как доктора права. Первую статью посвятила необходимости для Германии налаживать отношения с Россией для восстановления экономической мощи.
В июне 2023 года после выступления Кнайсль на Петербургском международном экономическом форуме глава дипломатической академии в Вене Эмиль Брикс заявил о возможности лишения её австрийского гражданства, однако министр иностранных дел Александр Шалленберг напомнил, что международное право запрещает лишать человека единственного гражданства.

### Переезд в Россию
В августе 2023 года стало известно, что Карин Кнайсль поселилась в деревне Петрушово Касимовского района Рязанской области, а также была приглашена для сотрудничества в центре G.O.R.K.I. («Геополитическая обсерватория по ключевым проблемам развития России») при Санкт-Петербургском государственном университете, где она занимает должность руководителя.
В сентябре стало известно, что пони Кнайсль были перевезены из Сирии в Россию с помощью самолёта Ил-76 Минобороны России.

## Личная жизнь

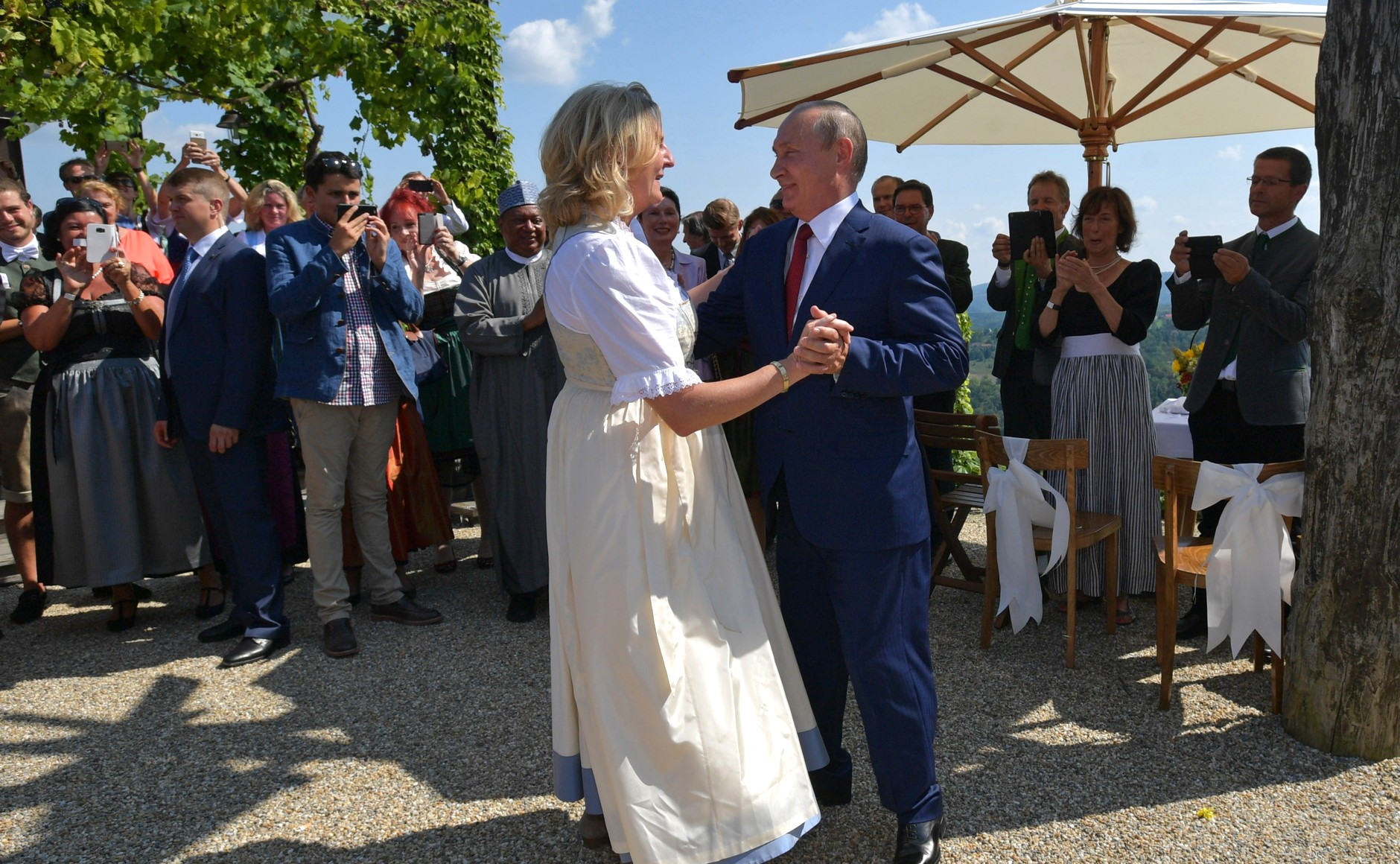
Карин Кнайсль и Владимир Путин на свадьбе

Карин Кнайсль до вступления в брак проживала в Зайберсдорфе под Веной, где вела небольшое фермерское хозяйство. Детей нет.
18 августа 2018 года состоялась свадьба Кнайсль с бизнесменом Вольфгангом Майлингером, на которую невеста пригласила в качестве гостя Владимира Путина. 18 августа, по пути на встречу с Ангелой Меркель (впервые с 2014 года — в Германии), Путин принял участие в торжестве, состоявшемся в городе Гамлиц в предместьях города Грац. Британская газета The Guardian подвергла решение австрийского министра критике, поскольку оно подрывает единую политику Евросоюза по отношению к России на украинском направлении.
Помимо родного немецкого языка, Карин Кнайсль свободно владеет арабским, английским, французским, итальянским и испанским языками, а также имеет базовые знания иврита, русского и венгерского языков.

## Санкции
3 июня 2025 года внесена в санкционный список Канады лиц, которые по данным «Фонда борьбы с коррупцией», поддерживали нападение на Украину, либо извлекали выгоду от войны. Ранее Фонд борьбы с коррупцией внёс Кнайсль в список коррупционеров и разжигателей войны как «причастную к деятельности российского клептократического режима»

## Труды
- Der Grenzbegriff der Konfliktparteien im Nahen Osten. Dissertation, Universität Wien, 1991.
- Hizbollah: Libanesische Widerstandsbewegung, islamische Terrorgruppe oder bloss eine politische Partei? Eine Untersuchung der schiitischen Massenbewegung Hizbollah im libanesischen und regionalen Kontext. Landesverteidigungsakademie, Wien 2002, ISBN 3-901328-69-6.
- Der Energiepoker: Wie Erdöl und Erdgas die Weltwirtschaft beeinflussen. FinanzBuch, München 2006, ISBN 3-89879-187-4; 2., überarbeitete Auflage 2008, ISBN 978-3-89879-448-0.
- Die Gewaltspirale: Warum Orient und Okzident nicht miteinander können. Ecowin, Salzburg 2007, ISBN 978-3-902404-39-8.
- Die zersplitterte Welt: Was von der Globalisierung bleibt. Braumüller, Wien 2013, ISBN 978-3-99100-086-0.
- Mein Naher Osten. Braumüller, Wien 2014, ISBN 978-3-99100-112-6.
- Prinz Eugen: Vom Außenseiter zum Genie Europas. Belvedere, Wien 2014, ISBN 978-3-902805-58-4.
- Wachablöse: Auf dem Weg in eine chinesische Weltordnung. Frank & Frei, 1. September 2017, ISBN 978-3-9504348-4-2